# Église Saint-Martin de Bussy-Saint-Martin
L'église Saint-Martin est une église catholique située à Bussy-Saint-Martin, en France.

## Localisation
L'église est située dans le département français de Seine-et-Marne, sur la commune de Bussy-Saint-Martin.

## Historique
L'édifice est classé au titre des monuments historiques en 1921 et 1987 pour son clocher,.